# Aeropuerto de Borg El Arab
El Aeropuerto de Borg El Arab (en idioma árabe:مطار برج العرب الدولي) está ubicado 40 kilómetros al suroeste de la ciudad de Alejandría, en Egipto. Se convertirá en el principal aeropuerto de Alejandría, en cuanto todo el tráfico aéreo sea transferido del Aeropuerto Internacional de Alejandría.

## Historia
En junio de 2009, se revelaron los planes gubernamentales para desarrollar una extensión de Alejandría con un área 1,6 km2 ubicada al oeste de la ciudad vieja. Más tarde se conocería como "Nueva Alejandría". Está previsto que la nueva ciudad esté conectada con el aeropuerto de Borg Al-Arab a través de la carretera de circunvalación con un tiempo de viaje estimado de 25 minutos.
El presidente también inauguró el Aeropuerto Internacional Borg Al-Arab como uno de los más recientes de una serie de nuevos aeropuertos y el desarrollo de los antiguos con el propósito de servir al desarrollo de Egipto. El aeropuerto de Borg El Arab tuvo una gran expansión en términos de capacidad de manejo de carga y pasajeros del aeropuerto en respuesta a la creciente demanda y las nuevas instalaciones se inauguraron en febrero de 2010.
El aeropuerto tiene capacidad para manejar 1,2 millones de pasajeros por año, convirtiéndose en un reemplazo adecuado del entonces más grande Aeropuerto El Nouzha, que cerró en el verano de 2010; en ese momento, se planeó reacondicionar las instalaciones de ese aeropuerto. Después de que los problemas económicos asolaran el país tras la revolución egipcia de 2011, la renovación del aeropuerto de El Nouzha quedó en suspenso, dejando a Borg El Arab como el único aeropuerto que da servicio a Alejandría. A fines de 2020, no hay planes para terminar la remodelación de El Nouzha, dejando a Borg El Arab como el único aeropuerto operativo de la ciudad.

## Equipamiento
En febrero de 2010 se inauguró una nueva terminal del aeropuerto, que constaba de un nuevo edificio de pasajeros y un edificio administrativo. La terminal de pasajeros está diseñada en forma de barco y consta de tres plantas:
- Planta baja: destinada a facturación y manipulación de equipaje.

- Segundo piso: destinado a llegadas, tanto nacionales como internacionales, además de oficinas administrativas y oficinas de líneas aéreas.

- Tercera planta: destinada a salidas, tanto nacionales como internacionales, trámites migratorios y sala VIP. Las actividades comerciales se reparten entre las tres plantas.

- Cuatro puentes de embarque móviles conectan el edificio de la terminal con el avión.

La terminal contiene una tienda libre de impuestos, un patio de comidas, un área dedicada a oficinas de viajes y otros servicios relacionados con los viajes, una unidad de suministro de combustible, una torre de control y una estación de bomberos disponible para cubrir emergencias en el lugar. Un área de estacionamiento frente al edificio ofrece espacio para 350 vehículos.

## Aerolíneas y destinos
En abril de 2023 las siguientes aerolíneas operaban en el aeropuerto:
| Aerolíneas             | Destinos                                                                                   |
| ---------------------- | ------------------------------------------------------------------------------------------ |
| Aegean Airlines        | Atenas                                                                                     |
| Afriqiyah Airways      | Bengasi, Misurata y Trípoli                                                                |
| Air Arabia Egypt       | Abu Dabi, Amán, Bérgamo, Damman, Kuwait, Medina, Riad, Sharjah y Yeda                      |
| Air Cairo              | Amán, Doha, Kuwait, Sharm el-Sheij y Yeda. Estacional: Casablanca                          |
| Alexandria Airlines    | Amán, y Kuwait                                                                             |
| Berniq Airways         | Bengasi y Misurata                                                                         |
| Egyptair               | El Cairo, Damman, Dubái, Kuwait, Medina, Riad y Yeda. Estacional: Hurgada y Sharm el-Sheij |
| Etihad Airways         | Estacional: Abu Dabi                                                                       |
| FlyDubai               | Dubái                                                                                      |
| FlyEgypt               | Amán, Kuwait y Yeda                                                                        |
| Gulf Air               | Estacional: Baréin                                                                         |
| Jazeera Airways        | Kuwait                                                                                     |
| Libyan Airlines        | Bengasi y Trípoli                                                                          |
| Oman Air               | Mascate                                                                                    |
| Petroleum Air Services | Chárter: El Cairo                                                                          |
| Qayar Airways          | Doha                                                                                       |
| SalamAir               | Mascate                                                                                    |
| Saudia                 | Medina, Riad y Yeda                                                                        |
| Turkish Airlines       | Estambul                                                                                   |
| Wizz Air               | Abu Dabi, Milán y Roma                                                                     |